# Дуглас, Мэри
Мэ́ри Ду́глас (англ. Mary Douglas; 25 марта 1921 — 16 мая 2007) — британский социальный антрополог, известная работами по культуре и символизму. Член Британской академии (1989).
Особенно её интересовало сравнительное религиоведение. Считается последовательницей Эмиля Дюркгейма и сторонницей структурного анализа.

## Биография
Отец Мэри Дуглас, урожденной Маргарет Мэри Тью, служил в британской колониальной администрации. Мать была набожной католичкой, и Мэри вместе с сестрой воспитывались согласно этой вере. Она посещала католическую школу, а затем, с 1939 по 1943 год, училась в Оксфорде.
Работала в Министерстве по делам колоний до 1947 года, а затем вернулась в Оксфорд, чтобы продолжить учебу. Училась с социологом из Индии М. Н. Шринивасом и Эвансом-Причардом. В 1949 году выполняла полевые исследования народа леле на территории тогдашнего Бельгийского Конго, в регионе реки Касаи.
В начале 1950-х годов получила докторскую степень и вышла замуж за Джеймса Дугласа. Тот также был католиком и принадлежал колониальной семье. У них родится трое детей.
Дуглас преподавала в Университетском колледже Лондона более 25 лет. С 1977 года в течение 11 лет преподавала и писала в США (в Институте Рассела Сейджа в Нью-Йорке и Северо-Западном университете, будучи профессором культурологии и профессором гуманитарных наук соответственно). Публиковала работы по таким тематикам, как анализ степени риска и окружающая среда, потребление и экономика благосостояния, еда и ритуал; при этом её работы приобретали все большую популярность за пределами антропологических кругов. Работа «Чистота и опасность», вышедшая в 1966 году, завоевала Дуглас научную репутацию.
В 1978 году вышла написанная в соавторстве с эконометристом Бароном Ишервудом работа «Мир товаров», ставшая первой работой в области экономической антропологии.
В 2006 году объявлена Дамой-командором ордена Британской империи. Умерла в возрасте 86 лет от осложнений рака, на три года пережив мужа.

## Вклад в антропологию
Написанная в 1966 году книга «Чистота и опасность» считается главным текстом в социальной антропологии. (Оную должен прочитать каждый начинающий антрополог, - замечала Генриетта Мур.)
Работа исследует словесные обозначения и значение грязи в различных контекстах. Грязным, по Дуглас, считается то, что находится не на месте. (Здесь Дуглас отталкивается от Уильяма Джеймса.) Предпринимается попытка определить различия между священным, чистым и нечистым в различных обществах и в разные времена. Сложное прочтение ритуала, религии и образа жизни позволяет подвергнуть сомнению западные идеи загрязнения, подчеркивая роль контекста и социальной истории.
Дуглас впервые выдвигает предположение о том, что законы кашрута не являются, вопреки распространенному мнению, ни примитивными правилами для сохранения здоровья, ни произвольными установлениями для проверки преданности евреев Богу. Вместо этого, считает Дуглас, эти законы были направлены на поддержание символической границы.
Позднее, в предисловии к новому изданию от 2002 года, Дуглас отказалась от первоначального объяснения правил кашрута. Она предположила, что «диетарные законы сложным образом воспроизводят тело как жертвенник и наоборот», поскольку из наземных животных израильтянам разрешалось есть только тех, которых можно было приносить в жертву, животных, которые зависят от скотовода. Таким образом, Дуглас приходит к заключению, что животные, которые должны вызывать отвращение, на самом деле не являются нечистыми, поскольку «разумный, справедливый, сострадательный библейский Бог [не мог] бы быть настолько непоследовательным, чтобы сотворить отвратительные создания».
Известна Дуглас и работой по толкованию книги Левит, а также участием в создании культурологической теории риска.

## Работы
- 1963: The Lele of the Kasai (Леле Касаи)
- 1966: Purity and Danger: An Analysis of Concepts of Pollution and Taboo (Чистота и опасность: анализ понятий загрязнения и табу)
- 1968: Pollution (Загрязнение)
- 1970: Natural Symbols: Explorations in Cosmology (Естественные символы: исследования по космологии)
- 1975: Implicit Meanings: Essays in Anthropology (Неявные значения: очерки по антропологии)
- 1975: Jokes, in Rethinking Popular Culture: Contemporary Perspectives in Cultural Studies (Шутки, в сборнике Переосмысляя популярную культуру: современные взгляды в культурологии)
- 1979: The World of Goods with Baron Isherwood (Мир товаров, в соавторстве с Бароном Ишервудом)
- 1980: Evans-Pritchard (Эванс-Причард)
- 1980: Risk and Culture with Aaron Wildavsky (Риск и культура, в соавторстве с Аароном Вилдавски[англ.])
- 1982: In the Active Voice (В действительном залоге)
- 1986: How Institutions Think (Как думают социальные институты)
- 1988: Missing persons: a critique of the social sciences with Steven Ney (Отсутствующие люди: критика социальных наук, в соавторстве со Стивеном Неем)
- 1992: Risk and Blame: Essays in Cultural Theory (Риск и обвинение: очерки по теории культуры)
- 1993: In the Wilderness: The Doctrine of Defilement in the Book of Numbers (В пустыне: учение об осквернении в Книге Чисел)
- 1996: Thought styles: Critical essays on good taste (Стили мысли: критические очерки о хорошем вкусе)
- 1999: Leviticus as Literature (Левит как литература)
- 2002: Constructive Drinking: Perspectives on Drink from Anthropology (Конструктивное выпивание: взгляд на питье со стороны антропологии)
- 2004: Jacob’s Tears: The Priestly Work of Reconciliation (Слезы Иакова: священническая работа примирения)
- 2007: Thinking in Circles (Мышление кругами)

### Издания на русском языке
- Дуглас М. Риск как судебный механизм / Пер. А. Д. Ковалева // THESIS. — 1994. — № 5. — С. 242—253.
- Мери Дуглас. Чистота и опасность: Анализ представлений об осквернении и табу Архивная копия от 16 ноября 2011 на Wayback Machine / Пер. с англ. Р. Громовой под редакцией С. Баньковской; вст. ст. и комм. С. Баньковской. — М.: КАНОН-пресс-Ц, Кучково поле. М., 2000. 288 с. ISBN 5-93354-007-2
- Дуглас М. Как мыслят институты / Пер. с англ. А. Корбута. — М.: Элементарные формы, 2020. 250 с. ISBN 978-5-9500244-6-7